# 吉田匠
吉田 匠（よしだ たくみ、1947年4月22日 - ）は、日本の自動車評論家。

## 人物
埼玉県出身。埼玉県立熊谷高等学校を経て、青山学院大学卒業。1971年、大学卒業と同時に出版社・二玄社に就職、自動車雑誌『カーグラフィック(CG)』の編集記者となった。1985年、同社を退社し、フリーランスの自動車評論家となる。その後は現在まで、自動車関連を中心とする雑誌への寄稿や、著作の執筆などを行っている。1989年から日本カー・オブ・ザ・イヤー選考委員。
当初の個人事務所は渋谷区代々木においていたが、後に現在の世田谷区三軒茶屋に移転した。1980年代から1990年代にかけては、自ら自動車競技に参加していたこともあった。既婚。

## 著作
- 『ポルシェ911全仕事』 （2002年、双葉社）
- 『ホンダ360ストーリー』 （2001年、三樹書房）
- 『僕の恋人がカニ目になってから』 （1994年、二玄社）